# يورغ برغر
يورغ برغر (بالألمانية: Jörg Burger)‏ هو موسيقي ومنتج أسطوانات وملحن ألماني، ولد في 24 مارس 1962 في كولونيا في ألمانيا.

## وصلات خارجية
- الموقع الرسمي
- يورغ برغر على موقع IMDb (الإنجليزية)
- يورغ برغر على موقع ميوزك برينز (الإنجليزية)
- يورغ برغر على موقع ديسكوغز (الإنجليزية)
- يورغ برغر على موقع قاعدة بيانات الفيلم (الإنجليزية)